# Malayopython reticulatus
La pitón reticulada (Malayopython reticulatus) es una especie de serpiente perteneciente a la familia Pythonidae, propia del sureste asiático y la Wallacea. Hay estudios genéticos que afirman que el género Python es parafilético y que esta especie debe pertenecer a un género, Malayopython.

## Descripción

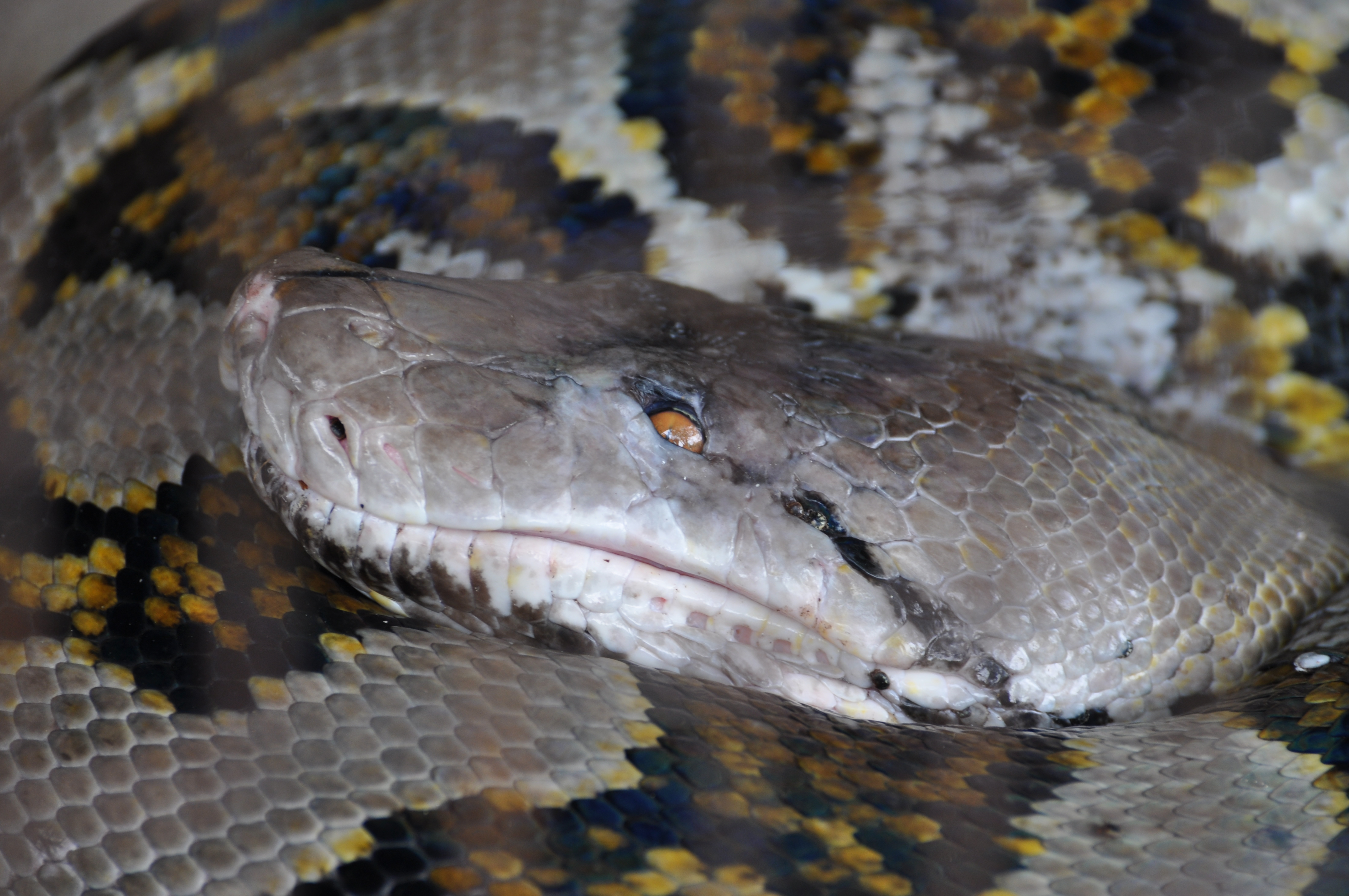
Pitón reticulada

Es la serpiente más larga que se conoce, pudiendo sobrepasar en algunos ejemplares los 8 m y 250 kg de peso, pero en cautividad raramente superan los 6,5 m.[cita requerida]
El Libro Guiness de los Récords tiene como la mayor serpiente descubierta una pitón reticulada capturada en la isla de Célebes, Indonesia, en 1912.[cita requerida] Superaba los 8 m de largo al momento de ser encontrada. En el año 2004, en un parque al sur de la isla de Sumatra, también en Indonesia, se exhibió una serpiente pitón que se creía que era de mayores dimensiones (los captores clamaron 10,32 m de largo, 185 cm de perímetro y 448 kg de peso), pero posteriormente se informó de que en realidad no alcanzaba a superar el récord de 1912.[cita requerida] En septiembre de 2017 se capturó una gran pitón reticulada en la isla de Penang, Malasia, que según el Departamento de Defensa civil de ese país midió 8,56 m de largo, 112 cm de grosor y pesó 254 kg. La pitón reticulada más grande existente actualmente en cautiverio es un ejemplar conocido como «Medusa», el cual pertenece a una casa de los horrores conocida como The Edge of Hell Haunted House ubicada en Kansas City. Este ejemplar presenta una longitud de 7,67 m y un peso de 227,8 kg.
La pitón reticulada posee cabeza alargada, hocico ancho y relativamente plano, además de una impresionante boca dotada de casi un centenar de dientes. Sus ojos destacan por ser de un color amarillo anaranjado con una pupila negra brillante. Posee un cuerpo robusto, fuerte y elástico con una vistosa coloración de tonos amarillos, pardos y ocres en dorso y costados, que se aclaran hasta la cara ventral, prácticamente blanca. Unas estrías negras delimitan manchas reticulares hexagonales de color pardo oscuro que se ensanchan en los laterales.[cita requerida]

## Distribución
Originaria de Asia sudoriental, Indonesia y Filipinas, habita en los bosques lluviosos en zonas cercanas al agua, ya que puede nadar largas distancias. De costumbres crepusculares, se la suele encontrar en los lugares más insólitos, incluso dentro de viviendas o en bodegas de barcos. 
En el año 2024 se han reportado muchas en Puerto Rico en especial al centro este de la Isla, por el tráfico ilegal y luego crecen tanto que no la pueden cuidar y la sueltan y ya se han acostumbrado al ambiente de la Isla. La más grande que se ha visto es de 14 pies de largo. Se alimenta de gallinas la mayoría de las veces.

## Alimentación

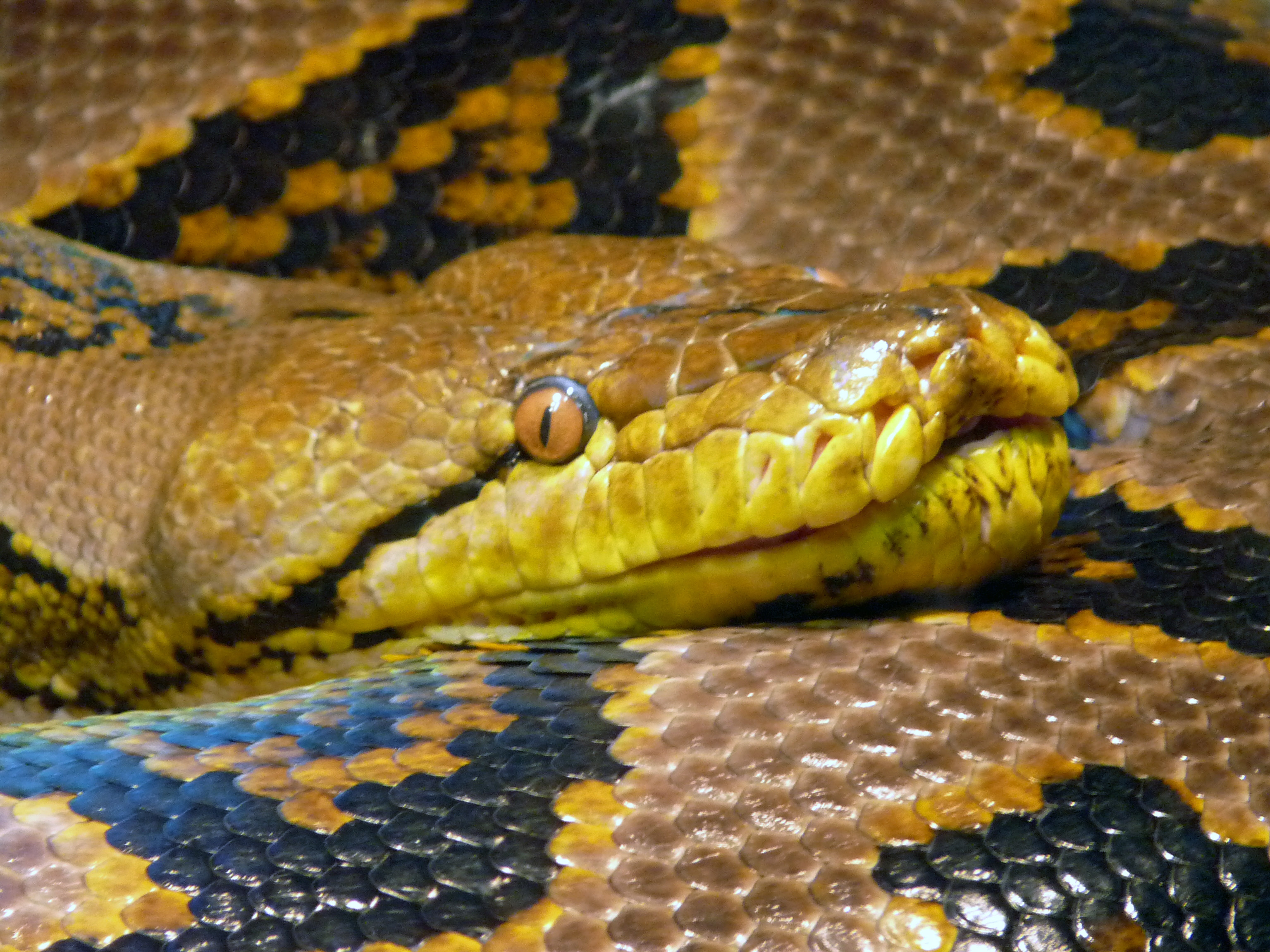
Cabeza de pitón reticulada.

La pitón reticulada es carnívora; captura presas durante el crepúsculo, a las que engulle enteras. Dependiendo del tamaño de la serpiente, consumirá animales de mayor o menor volumen, entre los cuales se encuentran grandes roedores, peces y otros reptiles. Los especímenes más grandes cazan varanos, ciervos, jabalíes, monos, pavos, e incluso leopardos. Junto con la anaconda verde, la pitón reticulada es la serpiente que puede capturar presas más grandes. Por su parte, los únicos depredadores que la cazan son tigres y cocodrilos de suficiente tamaño en las zonas en que coinciden.
La pitón reticulada es muy ágil, rápida, y puede trepar a los árboles para cazar presas, como monos. Es de hábitos terrestres y acuáticos para soportar sus propias dimensiones. A pesar de no ser tan robusta como la anaconda verde, la pitón puede llegar a considerar a los humanos como presa, como así lo demuestran varios ataques, y llegar a tener la fuerza y amplitud mandibular necesaria para matar y engullir a un hombre adulto. En marzo de 2017 se reportó que una pitón reticulada de 7 m devoró a un hombre de 25 años en la isla de Célebes, Indonesia, cuyo cadáver fue recuperado por los vecinos de esa localidad luego de la captura y muerte de la pitón, proceso que fue registrado en vídeo.

## Reproducción
Aproximadamente dos meses después del apareamiento, la hembra deposita una gran cantidad de huevos en un nido herboso, enroscándose posteriormente a su alrededor para mantener una temperatura superior a la del ambiente circundante. Después de 70 u 80 días eclosionan los huevos y salen al exterior unas crías de aproximadamente 60-70 cm, aumentando su longitud otro tanto durante los primeros cuatro-cinco años.

## Vida en cautividad

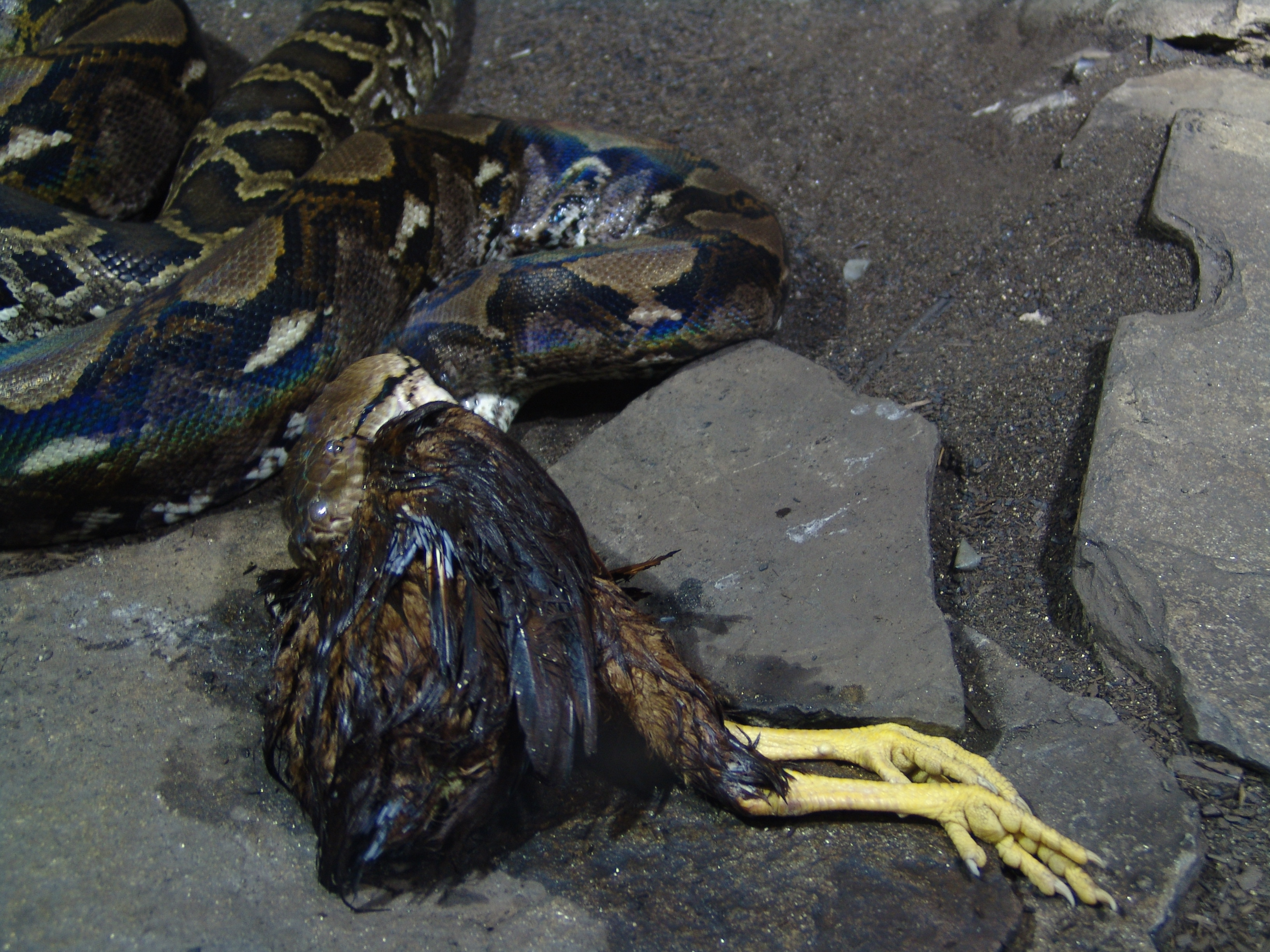
Pitón reticulada en el Serpentario de Wilmington, comiendo un pollo

Se ha de tener especial atención a la seguridad; no es una serpiente para iniciarse en la cría de reptiles, y se tendrá especial atención a su convivencia con niños y ancianos. Son ejemplares muy fuertes que podrían romper los cristales de algunos terrarios. También se ha de tener en cuenta que ha de disponer de mucho espacio debido a su gran tamaño, y puesto que le gusta nadar se tendría que habilitar una zona de baño con agua templada. La temperatura del recinto se ha de mantener en una horquilla de 25 a 30 °C, rebajándola de 2 a 5 °C por la noche.
Los ejemplares de pitón reticulada en cautividad pueden llegar a tener una longitud de 5 m aproximadamente. Habituadas desde jóvenes a la cautividad, son pacíficas y tranquilas con su cuidador, aunque siempre puede haber algún ejemplar mordedor que puede causar graves heridas, sobre todo en ejemplares jóvenes.
De alimentación sencilla, se irán adecuando las presas al tamaño de la serpiente. Se alimentarán fácilmente con aquellos animales vivos que habitualmente cazaría en libertad, como roedores, cobayas o pollitos, aproximadamente una vez al mes.
En cautividad pueden llegar a vivir entre veintiuno y veinticinco años.

### Enfermedades
Son bastante resistentes a las enfermedades, pero pueden venir infectadas desde sus lugares de captura por amebiasis bacteriana o lesiones bucales.